# At-Tarif (Algieria)
At-Tarif (arab. الطارف) – miasto i gmina w Algierii, stolica prowincji At-Tarif. W 2010 liczyło 17 080 mieszkańców. Położone jest 700 km na wschód od Algieru, w pobliżu granicy z Tunezją.